# Historia Żydów w Gibraltarze
Historia Żydów w Gibraltarze – pierwsze wzmianki na temat Żydów w Gibraltarze pochodzą z roku 1356. Po wypędzeniu ludności żydowskiej z Hiszpanii w 1492 roku życie żydowskie w Gibraltarze zamarło z wyjątkiem tzw. marranów. W 1713 roku Gibraltar znalazł się - na mocy Pokoju utrechckiego pod panowaniem brytyjskim. Brytyjczycy zobowiązali się do utrzymania zakazu muzułmańskiego i żydowskiego osadnictwa na cyplu, szybko jednak zaczęli łamać zawartą umowę. W 1729 roku zawarto umowę z Sułtanem Maroka pozwalającą na osadnictwo marokańskich Żydów w Gibraltarze. W 1749 roku Gibraltar zamieszkiwało 600 Żydów co stanowiło jedną trzecią cywilnej populacji cypla. Dalszy wzrost populacji żydowskiej miał miejsce w XIX wieku. Wśród Żydów zamieszkujących półwysep byli Sefardyjczycy, Żydzi przybyli z Wielkiej Brytanii i Maroka. W czasie drugiej wojny światowej Żydów gibraltarskich ewakuowano do Wielkiej Brytanii wobec ryzyka zajęcia półwyspu przez wojska Osi. Po wojnie wielu z nich zostało tam na stałe, większość jednak wróciła. W latach 1964–1969 i 1972–1987 funkcję premiera Gibraltaru sprawował Żyd Joshua Hassan, a we władzach Gibraltaru zasiadało również wielu innych Żydów. Dialekt Llanito, którym posługują się Gibraltarczycy zawiera około 500 słów o rodowodzie hebrajskim i wykazuje duże wpływy sefardyjskich dialektów żydowskich. W 2001 roku Gibraltar zamieszkiwało 584 Żydów co stanowiło 2% populacji - większość urodziła się w Gibraltarze, część przybyła z innych państw Unii Europejskiej a nawet spoza Europy.